# Hochberg (Landschaftsschutzgebiet)
Das Landschaftsschutzgebiet Hochberg ist ein mit Verordnung der Unteren Naturschutzbehörde beim Landratsamt Böblingen vom 14. Dezember 1993 ausgewiesenes Landschaftsschutzgebiet (LSG-Nummer 1.15.083).

## Lage und Beschreibung
Das 34,7329 Hektar große Gebiet besteht aus einem leicht ansteigenden südexponierten Hang im Nordwesten von Schönaich. Das Schutzgebiet gehört zum Naturraum Schönbuch und Glemswald. Im Norden grenzt das Gebiet an das Landschaftsschutzgebiet Hangflächen um die Pfefferburg und im Südosten an das Landschaftsschutzgebiet Ghägnet östlich dem Waldteil Häselhau mit Umgebung. Das Naturdenkmal Feuchtwiesen Ghägnet liegt im Landschaftsschutzgebiet.
Laut Schutzgebietssteckbrief handelt es sich um landschaftsprägende und ökologisch wertvolle Streuobstbestände und Grünlandflächen; Feuchtwiesen.

## Schutzzweck
Als Schutzzweck wird in der Schutzgebietsverordnung angegeben:
- der Erhalt der landschaftlich reizvollen und prägenden sowie ökologisch wertvollen Streuobstbestände und Grünlandflächen;
- die Sicherung der Feuchtwiesen mit ihrer besonderen Vegetation;
- die Verhinderung der Zersiedlung.